# 柳生主馬
柳生 主馬（やぎゅう しゅめ）は、江戸時代初期の人物。柳生藩藩士。朝鮮出身と伝えられる。彼自身の事績に関する記録は多くはないが、初代柳生藩藩主柳生宗矩から始まる柳生氏と、尾張藩に仕えた柳生利厳に始まる柳生氏（尾張柳生）の決裂の一因となった人物として知られている。

## 概要

### 生涯
確実な資料における主馬の出自の記録は、宝暦3年（1753年）以降に柳生藩士萩原斉宮信之が著した『玉栄拾遺』に、「伝曰、主馬者朝鮮国ノ種也」と記されているもののみである。しかし、より時代の下った18世紀末から根岸鎮衛によって著された随筆集『耳嚢』には朝鮮人の柳生氏の家臣の逸話が掲載されており、この人物こそ主馬のことであると推測されている。その記述によると、ある日宗矩のもとに沢庵宗彭が訪れた時に、門番所に以下のような偈が掲げてあった。
蒼海ニ魚竜住ミ　山林ハ禽獣ノ家　六十六国　小身ヲ入ル所無
これを見て沢庵が「おもしろき文句也。末の句に病あり」と独り言を言うと、門番が話しかけてきて、「聊（いささか）病なし。某が句也」と答えたので、沢庵は驚き詳しく話を聞くと、この門番は朝鮮から日本へと出奔して柳生家の門番へと流れ着いたという。その話を聞いた宗矩は「何ぞ身を入る所なき事やある」と言って彼を侍に取り立て、200石を与えたという。
ただし、この記述は鎮衛が主馬の死後少なくとも1世紀以上も後に聞き書きしたもので、『耳嚢』自体怪談も含む「奇談・雑話」を収めたものであるため、資料的価値はほとんどなく、この朝鮮人が主馬のことであるかどうかも確実ではない。
主馬の逸話で信憑性のあるものとして、『玉栄拾遺』と『柳生藩旧記』の記録が挙げられる。『玉栄拾遺』によると、柳生主馬は柳生家の老職であった。彼は宗矩により、兄厳勝の娘で、すなわち利厳の妹と縁組した。彼女ははじめ伊賀国の山崎惣左衛門という人物に嫁したが、不仲のために柳生家に戻されていた事情があった。利厳は「朝鮮ノ種」である主馬と妹が結婚させられたことに憤り、宗矩と「永ク絶交シ、今以不通」となったという。
『柳生藩旧記』には、彼が最初佐野主馬を名乗っていたと記されている。利厳激怒の理由としては、他国人、しかも利厳が知らない人物である主馬を何の相談もなしに宗矩が妹に与えてしまったためとより詳しく記されている。
ただし、この婚姻が両家不和の引き金になったとしても、その断絶が江戸時代通じて続くという事態に至った背景には、さらに根本的な問題があったとする見方もある。その一つに、利厳が柳生宗厳の長男である厳勝の血を引く自分こそ柳生家嫡流であるという自負を持っていたということが挙げられる。
主馬は最初と佐野と称したが、のちに主君と同じ柳生姓を賜ったという。慶安4年(1651年)に没した。墓は歴代柳生家が眠る芳徳寺柳生家墓所にある。

## 関連作品
テレビドラマ
- 『春の坂道』（NHK大河ドラマ） - 山本紀彦（1971年）

漫画
- 『天上天下』（大暮維人）（戦国歴史絵巻編にて、柳生厳勝が偽名として佐野主馬を名乗っている）